# Нацуки Такая
Нацуки Такая (яп. 高屋 奈月 Такая Нацуки) (настоящее имя Нана Хатаке; род. 7 июля 1973, префектура Сидзуока, Япония) — японская мангака. В 1990 году получила почётное упоминание в 178-м Hana to Yume Mangaka Course за мангу «Sickly Boy wa Hi ni Yowai». Дебютировала в качестве мангаки в 1992 году в журнале Hana to Yume Planet Zōkan. Специализируется в жанре сёдзё. Наиболее известная работа — «Корзинка фруктов», выпуски которой за 1999—2007 годы разошлись в Японии общим тиражом свыше 18 млн экземпляров и которая стала бестселлером в Северной Америке. Лауреат премии Коданся за «Корзинку фруктов» (2001). Манга «Корзинка фруктов» впервые была адаптирована в аниме-сериал в 2001 году, с 2019 по 2021 год вышли три сезона новой аниме-адаптации. Также был выпущен фильм «Корзинка фруктов: Прелюдия».

## Работы
- Sickly Boy wa Hi ni Yowai, 1990—1991[6]
- Gen'ei Musou («Призрачная мечта»), 1994—1997
- Tsubasa o Motsu Mono, 1995—1998
- Boku ga Utau to Kimi wa Warau kara («Потому что ты улыбаешься, когда я пою»), сборник мини-рассказов, 1998
- «Корзинка фруктов», 1998—2006
- Komogomo, 2006
- Hoshi wa Utau («Звёзды поют»), 2007—2011
- Liselotte to Majo no Mori («Лизелотта и лесная ведьма»), 2011—2013 (заморожена)
- Fruits Basket Another (2015—2019)